# Opuntia tuna
Opuntia tuna är en kaktusväxtart som först beskrevs av Carl von Linné, och fick sitt nu gällande namn av Philip Miller. Opuntia tuna ingår i släktet fikonkaktusar, och familjen kaktusväxter. Inga underarter finns listade i Catalogue of Life.

## Bildgalleri

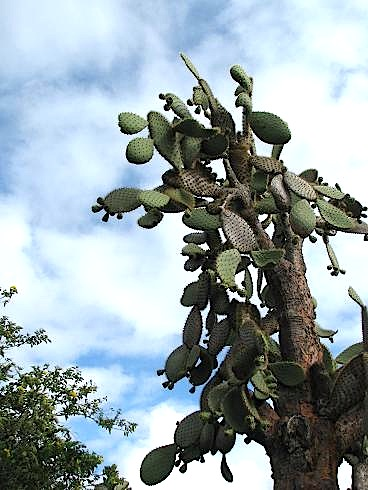
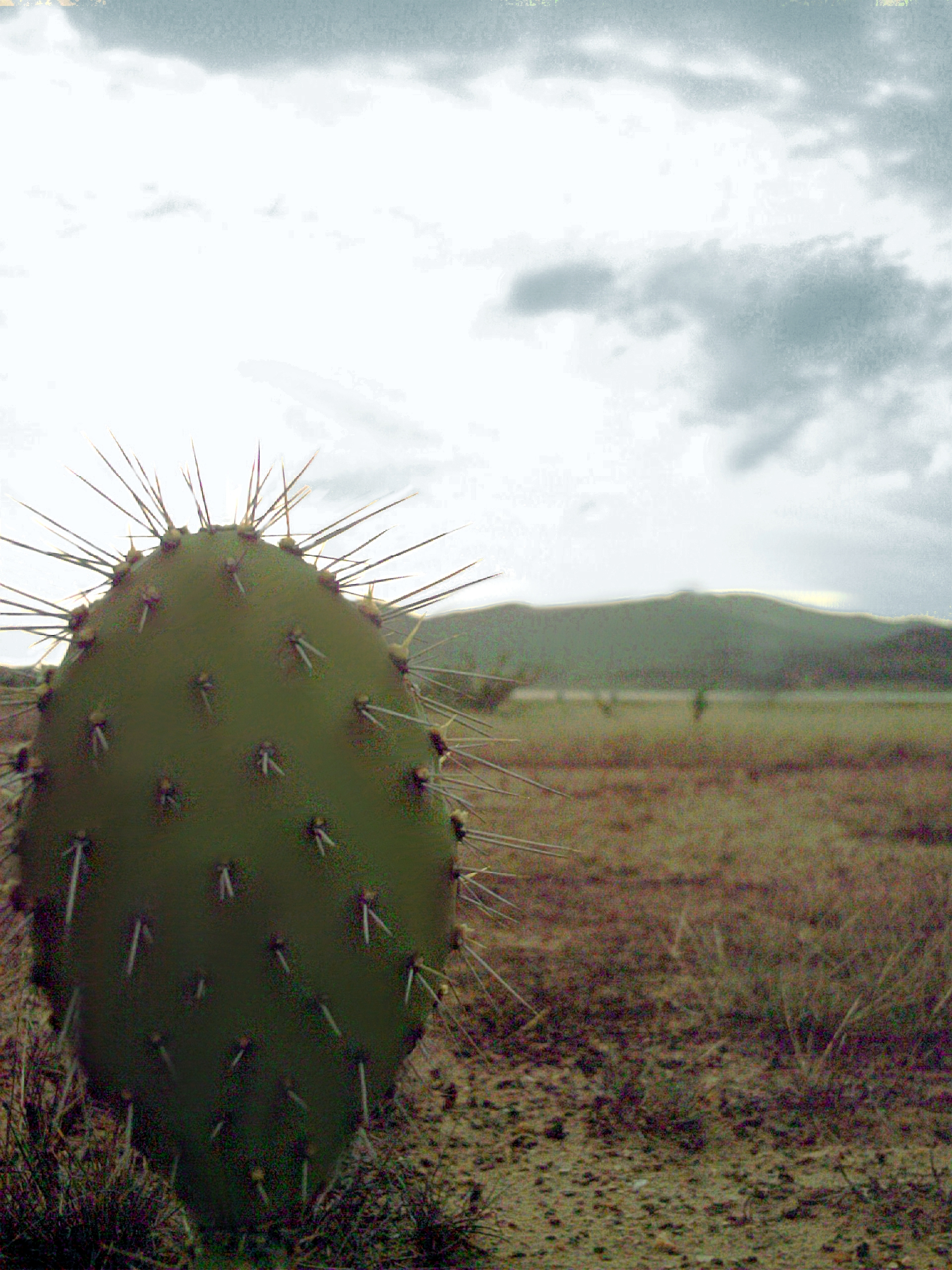
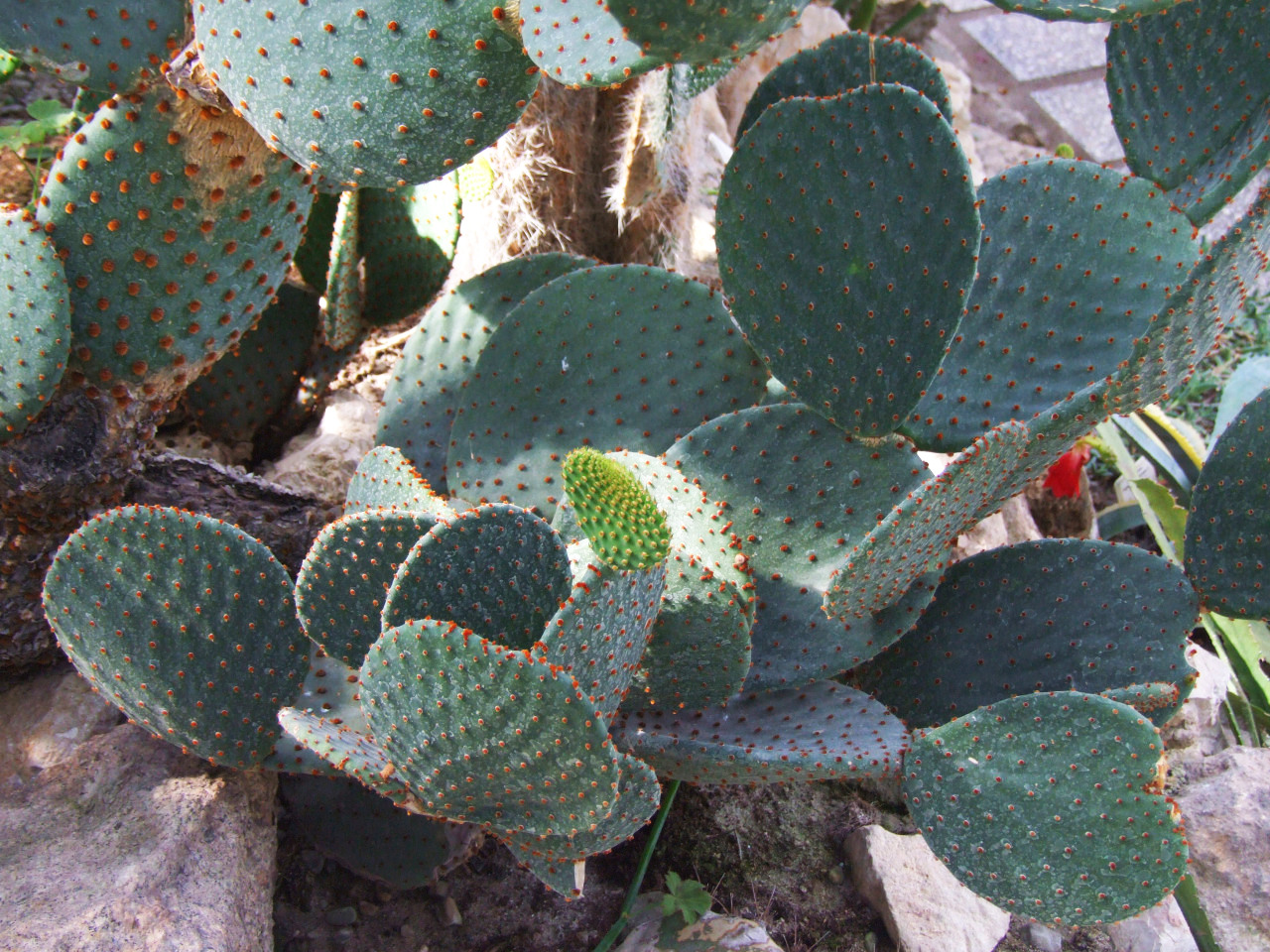
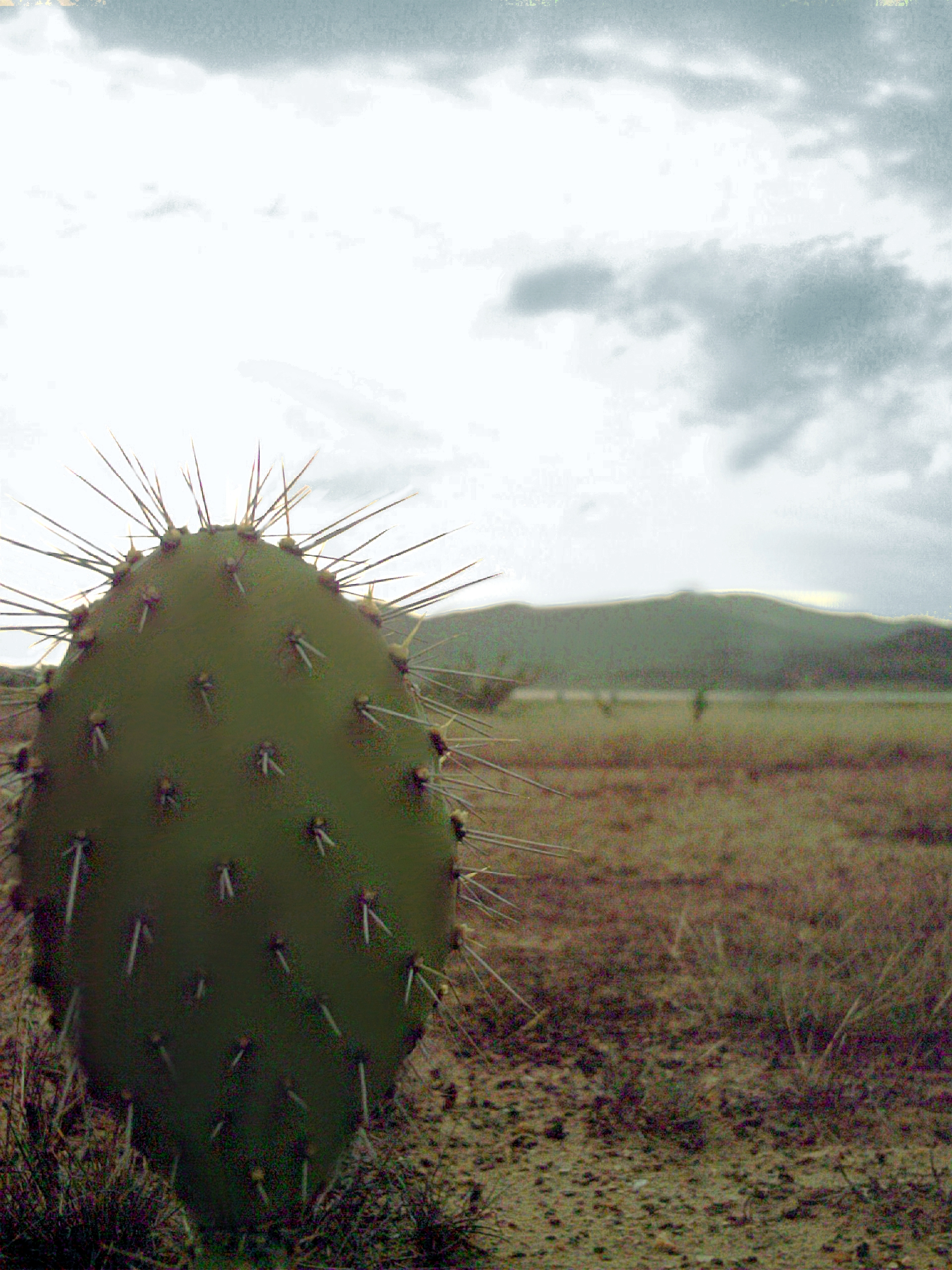
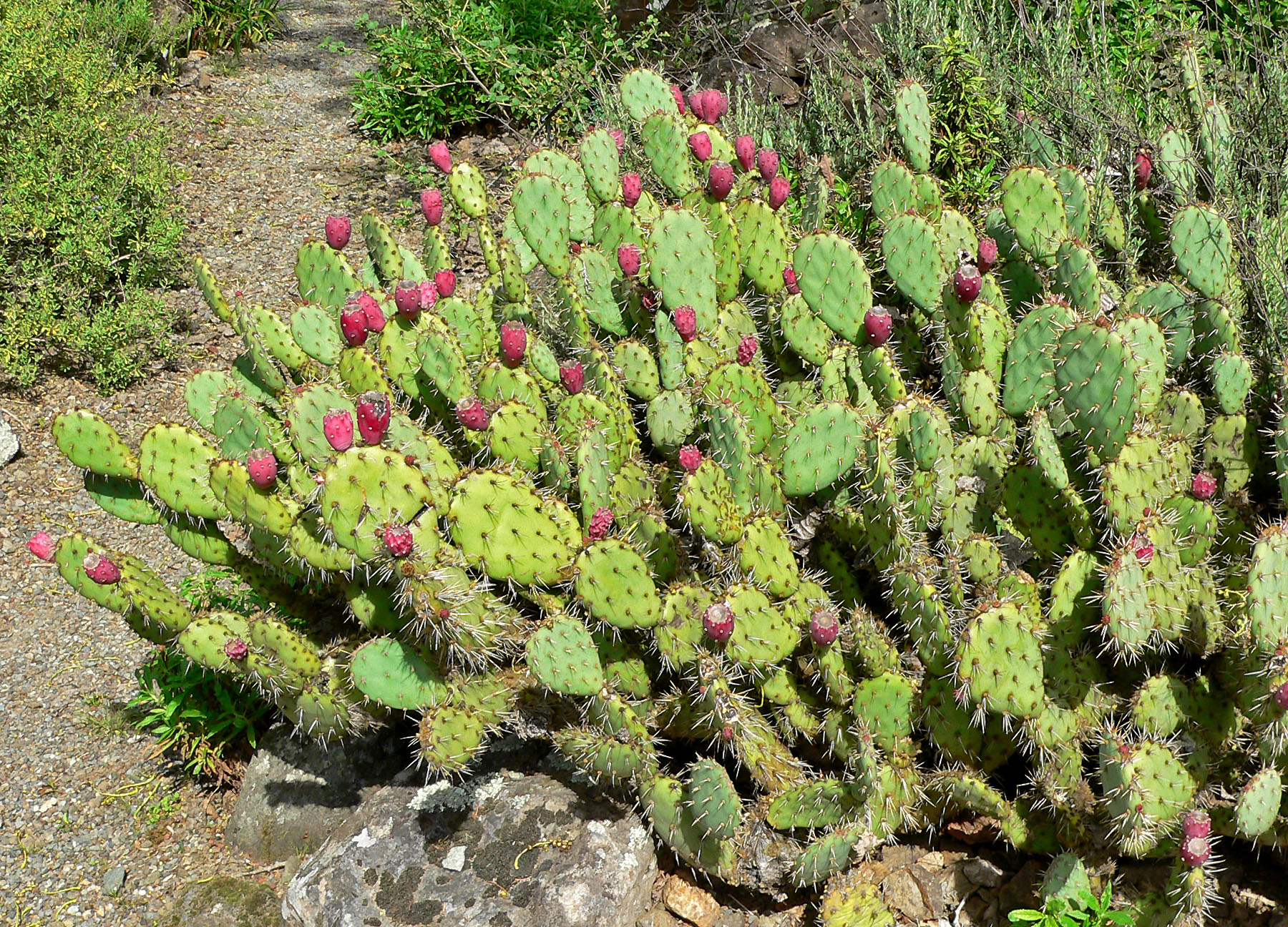